# Coccaglio
Coccaglio – miejscowość i gmina we Włoszech, w regionie Lombardia, w prowincji Brescia.
Według danych na rok 2004 gminę zamieszkiwało 7035 osób, 639,5 os./km².